# Orpea
Orpea è un gruppo fondato nel 1989 dal neuropsichiatra Jean-Claude Marian, attivo nel campo della salute e dell'accoglienza degli anziani. L'azienda gestisce una catena di case di cura private, case di riposo, cliniche di cura e servizi alla persona sotto forma di aiuto domiciliare.
Nel 2022 il gruppo controlla una rete di 1.156 strutture e 116.514 posti letto in 23 paesi, principalmente in Europa.,  È stato quotato alla Borsa di Parigi nel 2002. Le sue modalità di gestione sono regolarmente al centro di scandali.

## Storia
Nel 1989  il dottor Jean-Claude Marian ha creato Orpea, azienda specializzata in case di riposo. Dieci anni più tardi Orpea si è diversificata in case di convalescenza e cliniche psichiatriche con Clinea.
Nel 2002 il gruppo è stato quotato in borsa. Nel 2003 Orpea ha acquistato il 29,3% del concorrente Medidep. Nel 2006 la famiglia Peugeot diventa azionista di Orpea, i cui margini di redditività sono considerati ottimi.
Fino al 2014 Orpea è stato il primo  operatore privato francese di case di riposo, anno della fusione-assorbimento del gruppo Medica da parte del gruppo Korian, principale concorrente di Orpea, che da allora è leader francese ed europeo.

### Sviluppo internazionale
Nel 2015 Orpea ha acquisito Senecura in Austria, che stava sviluppando sinergie con asili nido e saloni di parrucchieri in una ventina di suoi stabilimenti, che ne pagano l'affitto. Questo modello è stato poi sviluppato in Svizzera e Germania.
Nel 2017 Orpea ha rilevato nella Repubblica Ceca il gruppo Anavita, specializzato in case di riposo. Orpea ha poi continuato la sua internazionalizzazione con l'apertura di 1.000 posti letto in Portogallo e 2.000 posti letto in Brasile in partnership con il gruppo SIS 8.
Nel 2018 il gruppo ha acquisito quattro società nei Paesi Bassi. Nel 2019 Orpea ha investito in America Latina con l'acquisto del 50% di Senior Suites in Cile, del 20% di Brasil Senior Living in Brasile e di uno stabilimento in Uruguay. Nel 2020, dopo l'acquisizione del gruppo Sinoué, Orpea ha continuato a  rafforzare la propria offerta di cure psichiatriche in Francia e rileva il gruppo Clinipsy. Nel 2020 il gruppo si è affermato anche in Irlanda con l'acquisizione del gruppo TLC e del 50% del capitale di Brindley Healthcare, attivi nelle case di riposo, diventando così il secondo player in Irlanda.
All'inizio di maggio 2022, mentre il gruppo era in subbuglio, Laurent Guillot è stato nominato nuovo direttore generale.